# Congrès de la République
Palais fédéral législatif
Le Congrès de la République (Congreso de la República, en espagnol) est le parlement bicaméral du Venezuela entre 1811 et 1999.

## Historique
Fondé sur un système bicaméral, le Congrès de la République comprend la Chambre des députés (Cámara de Diputados) et la Chambre des sénateurs (Cámara de Senadores). Le Congrès de la République est suspendu par décret de l'Assemblée nationale constituante du 25 août 1999 et transformé en Commission déléguée de l'Assemblée nationale (Comisión Delegada de la Asamblea Nacional, en espagnol). Le 28 mars 2000, la Commission est dissoute par l'Assemblée nationale constituante et les députés et sénateurs forment une nouvelle Commission législative nationale (Comisión Legislativa Nacional, en espagnol), appelée couramment le « Congresillo », une commission transitoire, en attendant l'élection de l'Assemblée nationale, nouveau parlement monocaméral du pays.

### Chambre des sénateurs
La Chambre des sénateurs est composée de 57 membres comprenant deux représentants pour chacun des 23 États du pays, deux supplémentaires pour l'ancien District fédéral et les sénateurs à vie ayant été président de la République. Les sénateurs élus le sont à la majorité absolue des voix, pour une durée de 5 ans. L'âge minimum est fixé à 30 ans.
La Chambre des sénateurs siège dans l'hémicycle protocolaire.

### Chambre des députés
La Chambre des députés est composée de 207 membres élus au suffrage universel direct à bulletin secret. Ils sont élus à la proportionnelle de listes. Comme les sénateurs, les députés sont élus pour 5 ans et l'âge minimum est de 21 ans au jour du scrutin.
La Chambre des députés siège dans l'hémicycle de la Plénière du palais fédéral législatif.

## Sources
- (es) Cet article est partiellement ou en totalité issu de l’article de Wikipédia en espagnol intitulé « Congreso de la República (Venezuela) » (voir la liste des auteurs).